# سيلو موسو
سيلو موسو (بالإنجليزية: Sello Muso)‏ لاعب كرة قدم ليسوتي دولي يجيد اللعب في خط الوسط . يلعب لصالح نادي ليولي تياتياننغ الليسوتي .

## روابط خارجية
- سيلو موسو على موقع قاعدة بيانات كرة القدم.إي يو (الإنجليزية)
- سيلو موسو على موقع ناشيونال فوتبول تيمز (الإنجليزية)
- سيلو موسو على موقع كووورة